# Orientierungslauf-Europameisterschaften 2012
Die 9. Orientierungslauf-Europameisterschaften, die 7. seit der Wiedereinführung des Wettbewerbs im Jahr 2000, fanden vom 14. bis 20. Mai 2012 in der Gegend um Falun und Mora in Schweden statt.
Schweden war zum ersten Mal Austragungsort von Orientierungslauf-Europameisterschaften, allerdings fanden zuvor bereits drei Weltmeisterschaften in Schweden statt: 1968 in Linköping, 1989 in Skaraborgs län und 2004 in Västerås.

## Zeitplan
- 14. Mai 2012: Qualifikation Mitteldistanz in Hökberg
- 15. Mai 2012: Qualifikation Langdistanz in Hökberg
- 16. Mai 2012: Qualifikation Sprint in Falun
- 17. Mai 2012: Finale Mitteldistanz in Skattungby
- 18. Mai 2012: Finale Langdistanz in Skattungby
- 19. Mai 2012: Finale Sprint in Lugnet
- 20. Mai 2012: Staffel in Lugnet

Die offizielle Eröffnungsfeier fand am 17. Mai statt, die Abschlussfeier am 20. Mai.

## Herren

### Sprint
| Platz | Land | Athlet                 | Zeit      |
| ----- | ---- | ---------------------- | --------- |
| 1     | SWE  | Jonas Leandersson      | 15:20 min |
| 2     | BUL  | Kiril Nikolow          | 15:25 min |
| 3     | SWE  | Jerker Lysell          | 15:27 min |
| 3     | SUI  | Daniel Hubmann         | 15:27 min |
| 5     | GBR  | Scott Fraser           | 15:34 min |
| 6     | SUI  | Matthias Kyburz        | 15:46 min |
| 7     | SUI  | Matthias Müller        | 15:55 min |
| 8     | LTU  | Jonas Vytautas Gvildys | 16:02 min |

Titelverteidiger:  Fabian Hertner

Qualifikation: 16. Mai 2012

Ort: Stadsparken, Falun

Finale: 19. Mai 2012

Ort: Lugnet (Karte)

Länge: 3,54 km

Steigung:

Posten: 20

### Mitteldistanz
| Platz | Land | Athlet           | Zeit      |
| ----- | ---- | ---------------- | --------- |
| 1     | NOR  | Olav Lundanes    | 34:12 min |
| 2     | RUS  | Walentin Nowikow | 35:31 min |
| 3     | NOR  | Carl Waaler Kaas | 35:46 min |
| 4     | UKR  | Oleksandr Kratow | 36:13 min |
| 5     | SWE  | Gustav Bergman   | 36:27 min |
| 5     | SUI  | Matthias Merz    | 36:27 min |
| 7     | SUI  | Marc Lauenstein  | 36:28 min |
| 8     | RUS  | Dmitri Zwetkow   | 36:44 min |

Titelverteidiger:  Walentin Nowikow

Qualifikation: 14. Mai 2012

Ort: Hökberg

Finale: 17. Mai 2012

Ort: Skattungbyn (Karte)

Länge: 6,24 km

Steigung:

Posten: 23

### Langdistanz
| Platz | Land | Athlet           | Zeit      |
| ----- | ---- | ---------------- | --------- |
| 1     | NOR  | Olav Lundanes    | 1:27:43 h |
| 2     | SUI  | Matthias Merz    | 1:28:48 h |
| 3     | RUS  | Walentin Nowikow | 1:29:13 h |
| 4     | NOR  | Anders Nordberg  | 1:30:09 h |
| 5     | SUI  | Marc Lauenstein  | 1:30:52 h |
| 6     | UKR  | Oleksandr Kratow | 1:32:41 h |
| 7     | FRA  | Philippe Adamski | 1:32:57 h |
| 8     | RUS  | Dmitri Zwetkow   | 1:32:59 h |

Titelverteidiger:  Daniel Hubmann

Qualifikation: 15. Mai 2012

Ort: Hökberg

Finale: 18. Mai 2012

Ort: Skattungbyn (Karte)

Länge: 15,36 km

Steigung:

Posten: 33

### Staffel
| Platz | Land | Athleten                                                | Zeit      |
| ----- | ---- | ------------------------------------------------------- | --------- |
| 1     | SUI  | Martin Hubmann Matthias Müller Matthias Kyburz          | 1:53:43 h |
| 2     | SWE  | Jonas Leandersson Fredrik Johansson Anders Holmberg     | 1:53:46 h |
| 3     | FRA  | Frédéric Tranchand Philippe Adamski François Gonon      | 1:53:55 h |
| 4     | NOR  | Anders Nordberg Carl Waaler Kaas Olav Lundanes          | 1:53:59 h |
| 5     | RUS  | Andrei Chramow Dmitri Zwetkow Walentin Nowikow          | 1:54:38 h |
| 6     | LAT  | Edgars Bertuks Martins Sirmais Kalvis Mihailovs         | 1:56:20 h |
| 7     | FIN  | Jani Lakanen Hannu Airila Olli-Markus Taivainen         | 1:57:07 h |
| 8     | LTU  | Vilius Aleliunas Simonas Krepšta Jonas Vytautas Gvildys | 1:58:32 h |

Titelverteidiger:  Matthias Müller, Fabian Hertner, Matthias Merz

Datum: 20. Mai 2012

Ort: Lugnet

## Damen

### Sprint
| Platz | Land | Athletin          | Zeit      |
| ----- | ---- | ----------------- | --------- |
| 1     | SUI  | Simone Niggli     | 14:58 min |
| 2     | SWE  | Lena Eliasson     | 15:30 min |
| 3     | DEN  | Maja Møller Alm   | 15:49 min |
| 4     | SUI  | Judith Wyder      | 15:58 min |
| 5     | SUI  | Rahel Friedrich   | 16:16 min |
| 6     | DEN  | Emma Klingenberg  | 16:23 min |
| 7     | RUS  | Swetlana Mironowa | 16:25 min |
| 8     | FIN  | Marika Teini      | 16:29 min |

Titelverteidigern:  Helena Jansson

Qualifikation: 16. Mai 2012

Ort: Stadsparken, Falun

Finale: 19. Mai 2012

Ort: Lugnet (Karte)

Länge: 3,21 km

Steigung:

Posten: 16

### Mitteldistanz
| Platz | Land | Athletin           | Zeit      |
| ----- | ---- | ------------------ | --------- |
| 1     | SUI  | Simone Niggli      | 33:42 min |
| 2     | FIN  | Minna Kauppi       | 35:07 min |
| 3     | RUS  | Tatjana Rjabkina   | 35:21 min |
| 4     | SWE  | Helena Jansson     | 36:06 min |
| 5     | SWE  | Tove Alexandersson | 36:31 min |
| 6     | SWE  | Annika Billstam    | 36:35 min |
| 7     | FIN  | Merja Rantanen     | 37:00 min |
| 8     | NOR  | Mari Fasting       | 36:44 min |

Titelverteidigerin:  Simone Niggli

Qualifikation: 14. Mai 2012

Ort: Hökberg

Finale: 17. Mai 2012

Ort: Skattungbyn (Karte)

Länge: 5,19 km

Steigung:

Posten: 18

### Langdistanz
| Platz | Land | Athletin           | Zeit      |
| ----- | ---- | ------------------ | --------- |
| 1     | SUI  | Simone Niggli      | 1:01:34 h |
| 2     | RUS  | Tatjana Rjabkina   | 1:05:34 h |
| 3     | FIN  | Minna Kauppi       | 1:06:08 h |
| 4     | SWE  | Tove Alexandersson | 1:07:21 h |
| 5     | SWE  | Annika Billstam    | 1:09:10 h |
| 6     | NOR  | Tone Wigemyr       | 1:10:18 h |
| 7     | NOR  | Mari Fasting       | 1:10:41 h |
| 8     | SWE  | Lina Strand        | 1:10:49 h |

Titelverteidigerin:  Simone Niggli
Qualifikation: 15. Mai 2012

Ort: Hökberg

Finale: 18. Mai 2012

Ort: Skattungbyn (Karte)

Länge: 9,67 km

Steigung:

Posten:

### Staffel
| Platz | Land | Athletinnen                                             | Zeit      |
| ----- | ---- | ------------------------------------------------------- | --------- |
| 1     | RUS  | Natalja Efimowa Swetlana Mironowa Tatjana Rjabkina      | 1:55:35 h |
| 2     | FIN  | Sofia Haajanen Merja Rantanen Minna Kauppi              | 1:55:44 h |
| 3     | SWE  | Annika Billstam Lina Strand Tove Alexandersson          | 1:56:30 h |
| 4     | DEN  | Emma Klingenberg Ida Bobach Maja Møller Alm             | 1:59:20 h |
| 5     | NOR  | Tone Wigemyr Mari Fasting Anne Margrethe Hausken        | 1:59:48 h |
| 6     | SUI  | Sara Lüscher Sarina Jenzer Rahel Friedrich              | 2:00:04 h |
| 7     | CZE  | Vendula Klechová Iveta Duchová Dana Brožková            | 2:05:05 h |
| 8     | LTU  | Kristina Rybakovaité Inga Kazlauskaité Aušriné Kutkaite | 2:05:21 h |

Titelverteidigerinnen:  Karolina Arewång-Höjsgaard, Lena Eliasson, Helena Jansson

Datum: 20. Mai 2012

Ort: Lugnet

## Medaillenspiegel
| Platz | Land       | Gold | Silber | Bronze | Gesamt |
| ----- | ---------- | ---- | ------ | ------ | ------ |
| 1     | Schweiz    | 4    | 1      | 1      | 6      |
| 2     | Norwegen   | 2    | -      | 1      | 3      |
| 3     | Russland   | 1    | 2      | 2      | 5      |
| 3     | Schweden   | 1    | 2      | 2      | 5      |
| 5     | Finnland   | -    | 2      | 1      | 3      |
| 6     | Bulgarien  | -    | 1      | -      | 1      |
| 7     | Dänemark   | -    | -      | 1      | 1      |
| 7     | Frankreich | -    | -      | 1      | 1      |